# حمیدرضا گودرزی
حمیدرضا گودرزی (زادهٔ ۲۰ اسفند ۱۳۵۰) نمایندهٔ شهرستان‌ الیگودرز در دوره دوازدهم مجلس شورای اسلامی است. وی با کسب ۲۲٬۸۷۵ رأی انتخاب و به مجلس راه یافت وی در گذشته معاون امنیتی و سیاسی استانداری استان تهران بوده است.